# Cameron Lindsay
Cameron Melrose Lindsay (Auckland, 21 dicembre 1992) è un calciatore neozelandese, centrocampista del Wairarapa United.

## Carriera

### Club
Ha sempre giocato nel campionato neozelandese.

## Palmarès

### Club
- Campionato neozelandese: 2

Auckand City: 2013-2014, 2014-2015
- OFC Champions League: 2

Auckland City: 2013-2014, 2014-2015